# Les Adrets-de-l'Estérel
Pour les articles homonymes, voir Les Adrets.
Les Adrets-de-l'Estérel est une commune française située dans le département du Var, en région Provence-Alpes-Côte d'Azur.

## Géographie

### Localisation
Le village des Adrets-de-l'Estérel est situé à l'extrême sud-est du département du Var, en limite de département avec les Alpes-Maritimes. Dominant la baie de Cannes, il offre un panorama sur les îles de Lérins (Sainte-Marguerite et Saint-Honorat), ainsi que sur le mont Vinaigre.

### Accès
À 17 kilomètres de Théoule-sur-Mer, 18 kilomètres de Mandelieu-La Napoule et 20 kilomètres de Fréjus, entre Cannes et Saint-Raphaël, entre la Méditerranée et la forêt de l'Estérel, ce village est desservi notamment par la RN 7 ainsi que par l'échangeur  39 de l'A8 (Vinci Autoroutes), composé d'un ensemble de deux giratoires réalisés en 2010.

### Lieux-dits et hameaux
Le village est divisé en deux quartiers historiques, distants de deux kilomètres : le quartier du Planestel en hauteur, et le quartier de l'Église en contrebas. Les principaux autres lieux-dits sont : Séguret, le Logis de Paris, les Bastians, les Gabriel, Pélicouet, la Verrerie, le Couvent, la Baïsse.

### Géologie et relief
L'ensemble de la commune des Adrets-de-l'Estérel est situé au nord du massif de l'Estérel, mais les géologues situent la commune dans le sous-ensemble géologique du massif de Tanneron, précisément dans le Tanneron oriental, séparé du Tanneron occidental par le sillon houiller du Reyran.
Le massif de Tanneron est un socle cristallin, alors que le massif de l'Estérel proprement dit est volcano-sédimentaire. La roche dominante aux Adrets-de-l'Estérel est la Leptynite, roche métamorphique.
Le vallon du chemin charretier est formé de gneiss. A la limite ouest de la commune, la vallée du Reyran est un rift, ou bassin d'effondrement formé au carbonifère, il y a 290  à   300 millions d'années (Ma).
Le point culminant est le Collet du Sarde (424 m).

### Sismicité
Il existe trois zones de sismicité dans le Var : 
- Zone 0 : Risque négligeable. C'est le cas de bon nombre de communes du littoral varois, ainsi que d'une partie des communes du centre Var. Malgré tout, ces communes ne sont pas à l'abri d'un effet tsunami, lié à un séisme en mer ;
- Zone Ia : Risque très faible. Concerne essentiellement les communes comprises dans une bande allant de la montagne Sainte-Victoire au massif de l'Estérel ;
- Zone Ib : Risque faible. Ce risque, le plus élevé du département (qui n'est pas le plus haut de l'évaluation nationale), concerne 21 communes du nord du département.

La commune est en zone sismique de très faible risque « Ia ».

### Hydrographie et les eaux souterraines
Cours d'eau sur la commune :

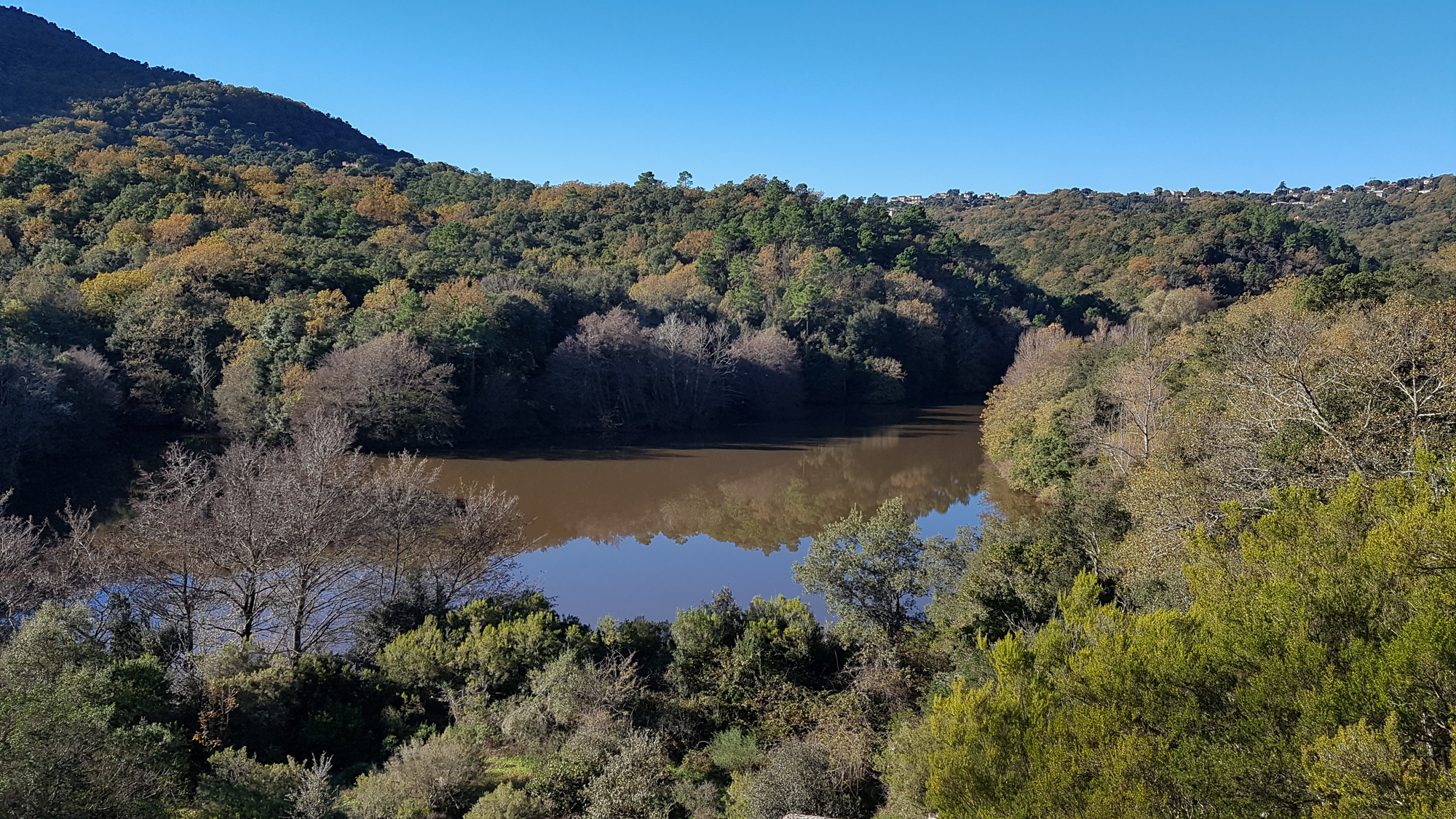
Lac des Trois Vallons.

- le Reyran, qui borde la commune à l'ouest ;
- le Riou de l'Argentière, fleuve côtier bordant la commune au sud et se jetant dans la Méditerranée à La Napoule ;
- les vallons de Font Freye, du Grand Cabrol, du Petit Cabrol, du Maraval, des Oures, des Vaux, de la Verrerie, du Lenté, de Joulian, du Chemin Charretier.

Lacs :
- la pointe sud du lac de Saint-Cassien au nord la commune ;
- le lac des Trois-vallons, lac de barrage formé par une retenue sur le Riou de l'Argentière.

Les Adrets-de-l'Estérel dispose d'une station d'épuration d'une capacité de 1200 équivalent-habitants.

### Climat
Pour des articles plus généraux, voir Climat de Provence-Alpes-Côte d'Azur et Climat du Var.
En 2010, le climat de la commune est de type climat méditerranéen franc, selon une étude du Centre national de la recherche scientifique s'appuyant sur une série de données couvrant la période 1971-2000. En 2020, Météo-France publie une typologie des climats de la France métropolitaine dans laquelle la commune est exposée à un climat méditerranéen et est dans la région climatique  Var, Alpes-Maritimes, caractérisée par une pluviométrie abondante en automne et en hiver (250 à 300 mm en automne), un très bon ensoleillement en été (fraction d’insolation > 75 %), un hiver doux (8 °C) et peu de brouillards. 
Pour la période 1971-2000, la température annuelle moyenne est de 14,3 °C, avec une amplitude thermique annuelle de 15,2 °C. Le cumul annuel moyen de précipitations est de 910 mm, avec 6,7 jours de précipitations en janvier et 2,2 jours en juillet. Pour la période 1991-2020, la température moyenne annuelle observée sur la station météorologique de Météo-France la plus proche, « Mandelieu la Napoule », sur la commune de Mandelieu-la-Napoule à 10 km à vol d'oiseau, est de 15,7 °C et le cumul annuel moyen de précipitations est de 925,6 mm. 
La température maximale relevée sur cette station est de 39,4 °C, atteinte le 19 juillet 2023 ; la température minimale est de −4,3 °C, atteinte le 11 février 2012,,. 
Les paramètres climatiques de la commune ont été estimés pour le milieu du siècle (2041-2070) selon différents scénarios d'émission de gaz à effet de serre à partir des nouvelles projections climatiques de référence DRIAS-2020. Ils sont consultables sur un site dédié publié par Météo-France en novembre 2022.

### Voies de communications et transports

#### Voies routières
La commune des Adrets-de-l'Estérel est traversée par la route départementale 237 qui relie la route nationale 7 en deux points, et par la route départementale 837 reliant le centre du village à l'autoroute A8 et au lac de Saint-Cassien.
L'autoroute A8, dite La Provençale, traverse le territoire de la commune et la dessert par la sortie 39, dite des Adrets.
La commune possède une station-service sur une aire d'autoroute avec une boutique ouverte 24h/24, accessible uniquement par l'autoroute A8 en direction de Nice/Italie ou à pied à 4,2 km de la mairie de la commune.
(calculé grâce aux données de geoportail.gouv.fr)

#### Transports en commun
- Transport en Provence-Alpes-Côte d'Azur.

Commune desservie par le réseau régional de transports en commun Zou ! (ex Varlib). Les collectivités territoriales ont en effet mis en œuvre un « service de transports à la demande » (TAD), réseau régional Zou !.

##### Transports routiers
Trois lignes de bus relient Les Adrets-de-l'Estérel aux communes voisines :
- Seillans - Fayence - Cannes (ligne 3002) ;
- Saint-Raphaël - Aéroport de Nice-Côte d'Azur (ligne 3003) ;
- Seillans - Fayence - Fréjus - Saint-Raphaël (ligne 3601).

Le transport est assuré par la société Beltrame, sous-traitant de Varlib.

##### Aéroport en Provence-Alpes-Côte d'Azur
L’aéroport de Cannes - Mandelieu est situé à dix-huit kilomètres, l’aéroport de Nice-Côte d’Azur à quarante-cinq kilomètres, l’aéroport de Toulon - Hyères à cent kilomètres et l'aéroport de La Môle - Saint-Tropez à soixante-et-un kilomètres.

##### Ports
- Ports en Provence-Alpes-Côte d'Azur :
  - Port Lympia (port de Nice), à 54 km ;
  - Port Hercule (Port de Monaco), à 74 km ;
  - Rade de Toulon, à 105 km.

En bateau, le service de navettes Bateaux de Saint-Raphaël relie Port-Fréjus, Saint-Aygulf et Saint-Raphaël. Au départ de Port-Fréjus, des vedettes permettent de rallier Saint-Tropez et Cannes.

## Urbanisme

### Typologie
Au 1er janvier 2024, Les Adrets-de-l'Estérel est catégorisée bourg rural, selon la nouvelle grille communale de densité à sept niveaux définie par l'Insee en 2022.
Elle appartient à l'unité urbaine de Les Adrets-de-l'Estérel, une unité urbaine monocommunale constituant une ville isolée,. Par ailleurs la commune fait partie de l'aire d'attraction de Cannes - Antibes, dont elle est une commune de la couronne,. Cette aire, qui regroupe 24 communes, est catégorisée dans les aires de 200 000 à moins de 700 000 habitants,.

### Occupation des sols
L'occupation des sols de la commune, telle qu'elle ressort de la base de données européenne d’occupation biophysique des sols Corine Land Cover (CLC), est marquée par l'importance des forêts et milieux semi-naturels (86,3 % en 2018), en diminution par rapport à 1990 (87,5 %). La répartition détaillée en 2018 est la suivante : 
milieux à végétation arbustive et/ou herbacée (45,8 %), forêts (40,5 %), zones urbanisées (12,2 %), zones agricoles hétérogènes (1,1 %), eaux continentales (0,3 %). L'évolution de l’occupation des sols de la commune et de ses infrastructures peut être observée sur les différentes représentations cartographiques du territoire : la carte de Cassini (XVIIIe siècle), la carte d'état-major (1820-1866) et les cartes ou photos aériennes de l'IGN pour la période actuelle (1950 à aujourd'hui).

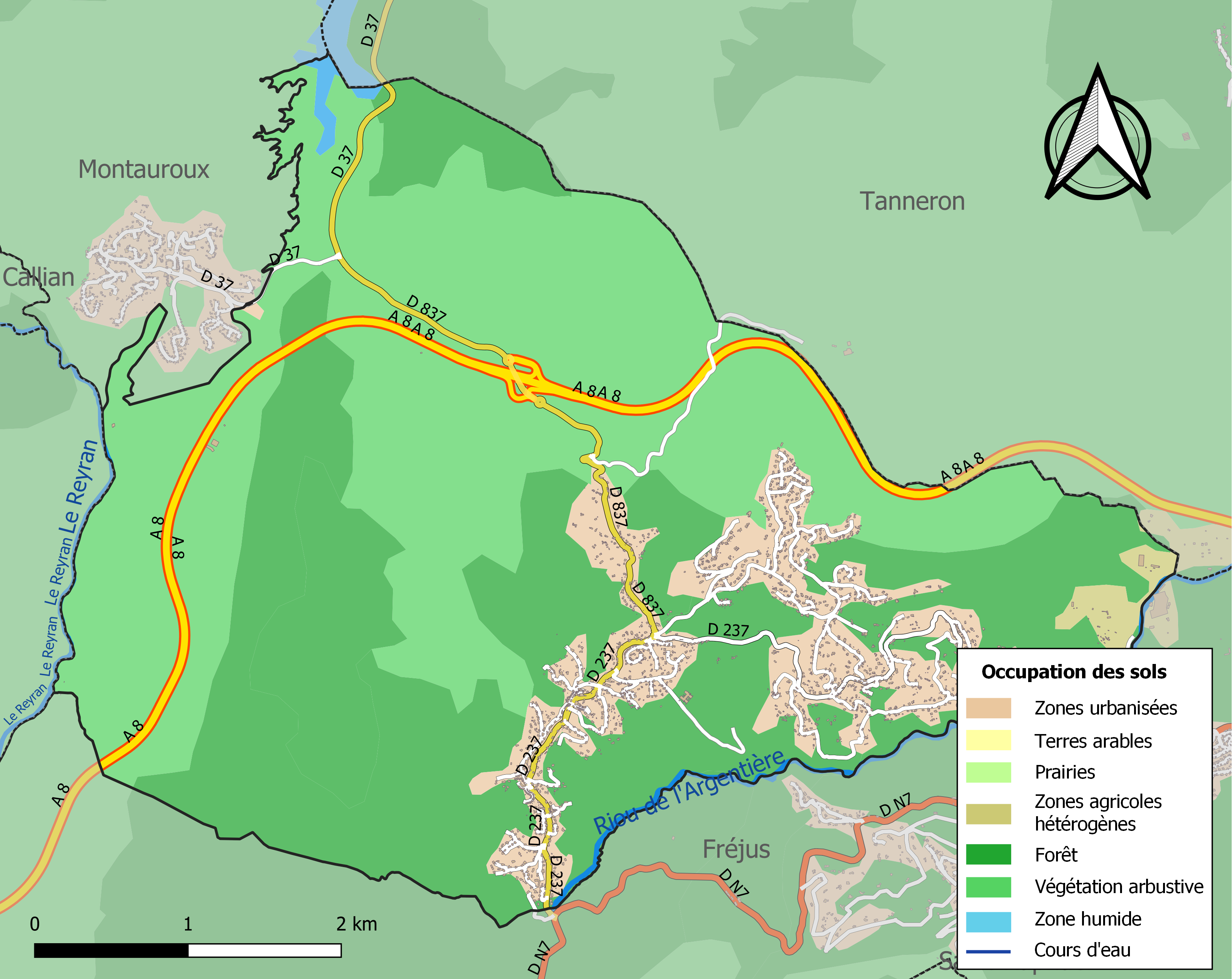
Carte des infrastructures et de l'occupation des sols de la commune en 2018 (CLC).

## Toponymie
L'adret, du provençal l'adré, de l'ancien provençal l'adrech, désigne le versant sud d'une montagne ou d'une colline, le versant ensoleillé.
Le nom occitan provençal de la commune est Lei Adrechs selon la norme classique et Lei Adré selon la norme mistralienne, signifie « les versants ensoleillés ». Ce mot est fréquent dans de nombreux lieux-dits provençaux.
Les habitants sont appelés Adréchois (en occitan Lei Adrechans).
L'Esterel, l'Esterèu en provençal, est le nom du massif où se situe le village. À noter que seul le nom de la commune des Adrets-de-l'Estérel accentue le nom du massif de l'Esterel en Estérel.

## Histoire
Dans l'antiquité, la région entre les actuelles Fréjus et Antibes est occupée par l'une des quarante-cinq tribus celto-ligures : les Oxybiens, qui construisent de nombreux oppidums. Ils sont cités par Pline l'Ancien dans son Histoire Naturelle.
La voie Julia Augusta, qui s’appellera plus tard voie Aurélienne, reliant Arles à Rome et venant de la cité proche de Forum Julii, est ouverte vers 13 av. J.-C., une quarantaine d'années après la fondation de la cité portuaire. On peut voir l'une des bornes milliaires qui bornaient cette voie près de l'Auberge des Adrets, sur la RN 7. Les Oxybiens perturbent le commerce et les mouvements militaires romains et ce n'est que vers l'an 5 que la victoire définitive sur les tribus celto-ligures permet aux romains une occupation durable.
Dans le courant du Ier siècle apr. J.-C., un aqueduc est construit dans la vallée du Reyran. Il doit servir à alimenter Forum Julii en eau. Au sud de l'actuel lac de Saint-Cassien, sur le territoire actuel de la commune, une galerie de 852 mètres est percée pour permettre le franchissement du col des Vaux.
En 1647, la paroisse de Montauroux dont dépend le village est si éloignée que les habitants adressent une supplique à l’évêque de Fréjus Pierre Camelin afin d'obtenir la création d'un lieu de culte aux Adrets. La chapelle Notre-Dame-des-Maures est bénite le 24 août 1648. C'est le 10 mai 1745 que la chapelle est érigée en paroisse par l'évêque Martin du Bellay, là-aussi après une requête des habitants des Adrets.
Le 26 septembre 1790 est créé le département du Var. Montauroux, dont fait partie le village des Adrets, est intégré au district de Fréjus, canton de Callian.
Les districts disparaissent en 1795, la commune intègre alors l'arrondissement de Fréjus.
En 1860, l'arrondissement de Grasse est détaché du département du Var pour intégrer le nouveau département des Alpes-Maritimes. Le village des Adrets devient limitrophe de ce nouveau département.
La commune obtient une existence légale administrative le 17 avril 1867, jour où un décret de Napoléon III crée la commune de « Les Adrets-de-Montauroux » par démembrement de la commune de Montauroux. Elle fait alors partie de l'arrondissement de Draguignan, canton de Fréjus.
En 1877, un important incendie épargne de peu Les Adrets, le vent ayant tourné. Les incendies sont un problème permanent et déjà en 1886 puis en 1933, dans ses livres Les forêts de la France et l'homme et la forêt, l'auteur Fernand Depelchin attire l'attention sur la nécessité de prévenir les incendies dans l'Estérel et les Maures par le débroussaillement et le maintien de l'activité agricole.
Le 21 décembre 1891, la commune change de nom et devient « Les Adrets-de-Fréjus ». Cette dénomination créant une « zizanie postale » avec la ville de Fréjus, le 2 mars 1962 la commune est de nouveau rebaptisée pour prendre son nom actuel de « Les Adrets-de-l'Estérel ».
Le 27 juin 1937, lors du « Grand Prix de la ville d'Antibes », dans la descente de l'Estérel dans le sens Fréjus-Cannes et un peu après l'« hostellerie Saint-Jean », le coureur cycliste niçois Adrien Buttafocchi entre en collision avec une voiture qui monte dans l'autre sens. Il meurt des suites de ses blessures.
1960 voit la création du lac de Saint-Cassien, dont la mise en eau a lieu en 1966. L'extrémité sud du lac s'étend sur le territoire des Adrets-de-l'Estérel.
Le 24 juillet 1986, un incendie ravage 2 450 ha de forêt. C'est le onzième incendie le plus destructeur dans le Var depuis 1973.

## Politique et administration

### Liste des maires
| Période                                  | Période                        | Identité              | Étiquette | Qualité |
| ---------------------------------------- | ------------------------------ | --------------------- | --------- | --- |
| Les données manquantes sont à compléter. |                                |                       |           | |
| 1867                                     | 1888                           | Fortuné Hébréard      |           | Propriétaire |
| 1888                                     | 1896                           | Auguste Niel          |           | Propriétaire |
| 1896                                     |                                | Joseph Coudenq        |           | Propriétaire |
| 1901                                     | 1944                           | Jean-Joseph Graille   |           | Agriculteur |
| 1944                                     | 1958 [réf. nécessaire]         | Albert Coudenq        | SFIO      | Cultivateur Élu en 1945, réélu en 1947 et 1953                                                                     |
| Maire en 1962                            | 1994 (démission)               | Roger Coudenq         | PS        | Enseignant |
| 1994                                     | 22 mai 2020                    | Nello Broglio         | DVG       | Médecin généraliste retraité 2e vice-président de la CA Var Estérel Méditerranée Réélu en 1995, 2001, 2008 et 2014 |
| 23 mai 2020                              | 26 octobre 2020 (démission)    | Jean-Paul Reggiani,   | SE        | Retraité Ancien directeur des constructions publiques de la ville de Cannes                                        |
| 10 novembre 2020                         | En cours (au 14 novembre 2020) | Jean-Pierre Klinholff | SE        | Retraité Ancien directeur général des services adjoint de la ville de Cannes                                       |

### Fiscalité locale
| Taxe                                                | Part communale | Part intercommunale | Part départementale | Part régionale |
| --------------------------------------------------- | -------------- | ------------------- | ------------------- | -------------- |
| Taxe d'habitation (TH)                              | 10,24 %        | 0,00 %              | 6,15 %              | 0,00 %         |
| Taxe foncière sur les propriétés bâties (TFPB)      | 14,26 %        | 0,00 %              | 7,43 %              | 2,36 %         |
| Taxe foncière sur les propriétés non bâties (TFPNB) | 70,13 %        | 0,00 %              | 23,44 %             | 8,85 %         |
| Taxe professionnelle (TP)                           | 20,23 %        | 0,00 %              | 8,55 %              | 3,84 %         |

La part régionale de la taxe d'habitation n'est pas applicable.
La taxe professionnelle est remplacée en 2010 par la cotisation foncière des entreprises (CFE) portant sur la valeur locative des biens immobiliers et par la contribution sur la valeur ajoutée des entreprises (CVAE) (les deux formant la contribution économique territoriale (CET) qui est un impôt local instauré par la loi de finances pour 2010).

### Budget et fiscalité 2020
En 2020, le budget de la commune était constitué ainsi :
- total des produits de fonctionnement : 2 573 000 €, soit 914 € par habitant ;
- total des charges de fonctionnement : 2 299 000 €, soit 817 € par habitant ;
- total des ressources d'investissement : 308 000 €, soit 109 € par habitant ;
- total des emplois d'investissement : 501 000 €, soit 178 € par habitant ;
- endettement : 3 820 000 €, soit 1 357 € par habitant.

Avec les taux de fiscalité suivants :
- taxe d'habitation : 9,97 % ;
- taxe foncière sur les propriétés bâties : 14,39 % ;
- taxe foncière sur les propriétés non bâties : 68,31 % ;
- taxe additionnelle à la taxe foncière sur les propriétés non bâties : 0,00 % ;
- cotisation foncière des entreprises : 0,00 %.

Chiffres clés revenus et pauvreté des ménages en 2018 : médiane en 2018 du revenu disponible, par unité de consommation : 26 930 €.

## Population et société

### Démographie

#### Évolution démographique
L'évolution du nombre d'habitants est connue à travers les recensements de la population effectués dans la commune depuis 1872. Pour les communes de moins de 10 000 habitants, une enquête de recensement portant sur toute la population est réalisée tous les cinq ans, les populations de référence des années intermédiaires étant quant à elles estimées par interpolation ou extrapolation. Pour la commune, le premier recensement exhaustif entrant dans le cadre du nouveau dispositif a été réalisé en 2005.

En 2022, la commune comptait 2 780 habitants, en évolution de +1,28 % par rapport à 2016 (Var : +4,98 %, France hors Mayotte : +2,11 %).
| 1872 | 1876 | 1881 | 1886 | 1891 | 1896 | 1901 | 1906 | 1911 |
| ---- | ---- | ---- | ---- | ---- | ---- | ---- | ---- | ---- |
| 351  | 363  | 441  | 320  | 300  | 281  | 275  | 274  | 310  |

| 1921 | 1926 | 1931 | 1936 | 1946 | 1954 | 1962 | 1968 | 1975 |
| ---- | ---- | ---- | ---- | ---- | ---- | ---- | ---- | ---- |
| 312  | 331  | 280  | 266  | 223  | 257  | 320  | 361  | 424  |

| 1982 | 1990  | 1999  | 2005  | 2006  | 2010  | 2015  | 2020  | 2022  |
| ---- | ----- | ----- | ----- | ----- | ----- | ----- | ----- | ----- |
| 684  | 1 474 | 2 063 | 2 558 | 2 650 | 2 629 | 2 741 | 2 803 | 2 780 |

#### Pyramide des âges
En 2018, le taux de personnes d'un âge inférieur à 30 ans s'élève à 26,8 %, soit en dessous de la moyenne départementale (30,2 %). De même, le taux de personnes d'âge supérieur à 60 ans est de 32,4 % la même année, alors qu'il est de 32,5 % au niveau départemental.
En 2018, la commune comptait 1 339 hommes pour 1 427 femmes, soit un taux de 51,59 % de femmes, légèrement inférieur au taux départemental (51,95 %).
Les pyramides des âges de la commune et du département s'établissent comme suit.
| Hommes | Classe d’âge | Femmes |
| ------ | ------------ | ------ |
| 1,6    | 90 ou +      | 3,4    |
| 7,7    | 75-89 ans    | 9,2    |
| 23,0   | 60-74 ans    | 19,7   |
| 24,3   | 45-59 ans    | 24,8   |
| 15,9   | 30-44 ans    | 16,5   |
| 11,6   | 15-29 ans    | 10,5   |
| 15,8   | 0-14 ans     | 15,8   |

| Hommes | Classe d’âge | Femmes |
| ------ | ------------ | ------ |
| 1      | 90 ou +      | 2,3    |
| 10,1   | 75-89 ans    | 12,6   |
| 19,7   | 60-74 ans    | 21     |
| 20     | 45-59 ans    | 19,9   |
| 17,3   | 30-44 ans    | 16,7   |
| 15,4   | 15-29 ans    | 13,2   |
| 16,4   | 0-14 ans     | 14,3   |

### Enseignement
La commune dépend de l'Académie de Nice et dispose de deux écoles :
- l'école maternelle Les Santolines, de trois classes ;
- l'école primaire Leï Suve, de sept classes.

Pour le collège, les élèves dépendent du collège Léonard-de-Vinci de Montauroux. Pour le lycée, les élèves se rendent à Fréjus, Saint-Raphaël ou Cannes.

### Santé
Professionnels et établissements de santé :
- au sein d'un centre médical, deux médecins sont installés aux Adrets-de-l'Estérel[48] ;
- centre hospitalier intercommunal de Fréjus-Saint-Raphaël[49] ;
- Pôle de santé du golfe de Saint-Tropez ;
- Centre hospitalier intercommunal Toulon-La Seyne-sur-Mer ;
- Mutuelle du Bien Vieillir (MBV), EHPAD Résidence Bellestel ;
- maison de retraite de L'hôpital Bonnet de Puget-sur-Argens[50].

### Cultes
- Culte catholique, paroisse Les Adrets-de-l'Estérel[51], diocèse de Fréjus-Toulon : le culte catholique est pratiqué sur la commune, à l'église paroissiale[52].
- Les pratiquants du culte protestant doivent se rendre à Saint-Raphaël[53].
- Une synagogue accueille le culte israélite pour Les Adrets-de-l'Estérel, Saint-Raphaël et Fréjus, sur la commune de Fréjus[54].
- Et la mosquée de Fréjus dans le quartier de la Gabelle pour les fidèles musulmans[55].

### Sports
Dans la commune il est possible de pratiquer plusieurs activités sportives :
Le football est pratiqué depuis 1986 à l'Association Sportive de l'Esterel.
Le Tennis Club des Adrets dispose de trois courts en béton poreux homologués par la Fédération française de tennis. Deux padels ont été installés en 2020.
L'Estérel Club Cycliste Adréchois, club affilié à la Fédération française de cyclotourisme, organise depuis 2007 la Gaspard de Besse, événement cyclotouriste et pédestre.
Plusieurs sentiers de randonnée pédestre sont balisés. Des chemins permettent de randonner en direction du Mont Vinaigre ou du lac de l'Avellan. Un sentier de grande randonnée reliant Saint-Raphaël aux gorges du Verdon, le GR 49, traverse les-Adrets-de-l'Estérel.
On peut pratiquer également le tir à l’arc, la danse et la zumba au stade municipal. A la salle des fêtes, se tiennent des activités comme la gymnastique, la gym tonique, le karaté, le judo et la gymnastique rythmique.

### Chasse et pêche
La Société de Chasse l'Adréchoise exerce une activité cynégétique sur la commune. Elle est fédérée dans un groupement d’intérêt cynégétique avec les sociétés de chasse de Fréjus, Saint-Raphaël et Bagnols-en-Forêt. Le GIC de l'Estérel est seul autorisé à chasser dans la forêt domaniale de l'Estérel, territoire s'étendant sur 4 497 hectares.
La pêche en bateau ou sur rive est pratiquée sur le lac de Saint-Cassien.

## Économie
Le village s’est développé grâce au levage du liège, l’exploitation des gisements de charbon et de fluorine.
De nos jours, la proximité de la Côte d'Azur et des zones d'activité commerciales, industrielles ou de service de l'agglomération de Fréjus-Saint-Raphaël fait que la commune a majoritairement un caractère résidentiel.

### Agriculture
Jusqu'aux années 1980, l'agriculture occupait une place importante dans la vie économique de la commune. Le chêne-liège a été exploité, les vignes, les arbres fruitiers, les céréales y étaient cultivés, ainsi que les fraises qui étaient réputées dans la région. Au XXIe siècle, un apiculteur  et un agriculteur bio sont installés aux Adrets.

### Tourisme
La commune compte des gîtes, hôtels et restaurants, ainsi que des activités liées à la nature : randonnées, activités équestres.

## Culture locale et patrimoine

### Lieux et monuments
- Église Notre-Dame[58] du XVIIe siècle[59].
- Le pont dit romain[60].
- L'aqueduc de Mons à Fréjus[61],[62].
- Monument aux morts[63],[64].

#### Sites miniers
- Mine des Vaux : située aujourd'hui entre le lac de Saint-Cassien et la route départementale 37. La houille y est exploitée à partir de 1855. La mine emploie une quarantaine de mineurs en 1869 et alimente notamment les fours à chaux de Cannes[65].
- Mine des Trois-Vallons : située dans la vallée du Riou de l'Argentière. La fluorine y a été exploitée dans un filon de l'époque permo-carbonifère de huit mètres de largeur sur cinq niveaux.
- Mine du Charbonnier : recherche d'uranium à la fin des années 1960. Autunite, Dewindtite, Torbernite[66]. Non exploitée.
- Mine de La Magdeleine/les Adréchons : recherche de bitume et de houille en 1865. Non exploitée.
- Mine de Fréjus-nord : recherche de houille en 1910. Non exploitée.

L'ancienne mine de Fontsante, située sur la commune de Callian et plus exploitée depuis 1987, a également contribué à la vie économique des Adrets. Des wagons entrainés par des treuils montaient jusqu'au village et servaient à charger le minerai sur des camions qui emportaient celui-ci vers la gare ou le port de Fréjus. Le site est actuellement interdit d'accès, en raison de la pollution des sols (métaux lourds, cyanure, arsenic, amiante) et d'installations industrielles délabrées. Comme dans les années 1990, la commune s'oppose à la réutilisation du site de la mine comme centre de stockage de déchets, en raison des risques de pollution du Lac de Saint-Cassien et de contamination de l'environnement.
Trémie de déchargement de la mine de Fontsante.

### Personnalités liées à la commune
- Gaspard de Besse.
- Le baron Albert de l'Espée.

### Héraldique
| Blason de Les Adrets-de-l'Estérel | Blason  | Écartelé : au 1er d’azur à la hure de sanglier contournée de sable, au 2e d’or à la croisette latine de gueules, au 3e d’azur à la croisette patriarcale de gueules la traverse inférieure plus grande et combinée à un chevronel alésé du même, au 4e d’or à la branche de chêne de sinople posée en barre et fruitée du champ ; sur le tout, d’argent à la tour du même, ouverte, ajourée et maçonnée de sable. |
| Blason de Les Adrets-de-l'Estérel | Détails | Utilisé par la commune pour sa communication. |
| Blason de Les Adrets-de-l'Estérel | Alias   | Au premier coupé au I d'argent à la croix latine de gueules et au II de gueules à la croix d'argent, au second d'argent au pin maritime de sinople (adopté le 23 octobre 1983). |